# Hawaii (film din 2017)
Hawaii este un film românesc din 2017 regizat de Jesús del Cerro. Premiera a fost pe 17 noiembrie în cinematografele din România. Filmul ar fi trebuit să se numească inițial Uruguay.
În rolurile principale au fost distribuiți Dragoș Bucur, Cristina Flutur, Andi Vasluianu și Constantin Cojocaru.

## Rezumat
Acțiunea filmului are loc în anul 1988 la București. Taximetristul Andrei Florescu află că un unchi i-a lăsat lui și familiei sale o moștenire de trei milioane de dolari în Hawaii. Însă nu poate accepta moștenirea, deoarece statul comunist român i-ar confisca întreaga sumă. Așa că Andrei decide să facă tot posibilul pentru a părăsi țara și să solicite moștenirea în străinătate. Dar are la dispoziție doar trei luni pentru a revendica moștenirea, altfel totul va rămâne la americani. Se îndrăgostește de Ioana, care îl trădează la Securitate. Sub urmărirea ofițerului de Securitate Scarlat, în cele din urmă Andrei reușește să fugă cu un balon.

## Distribuție
- Dragoș Bucur – Andrei Florescu
- Cristina Flutur – Ioana Bălan
- Constantin Cojocaru – Vasile Florescu
- Andi Vasluianu – Scarlat
- Rodica Lazăr – Viorica
- Gheorghe Ifrim – Cristian
- Andra Iliescu – Olga
- Ioan Stoica – Marcu
- Nora Cupcencu – Tatiana
- Andrei Mateiu – Jack Thorp
- Christopher Landry – ambasadorul
- Cătălin Cățoiu – Mr. Smith
- Alexandrina Halic – dna Tudose
- Ioan Chelaru – dl Tudose
- Coca Bloos – vecina
- Esperanza Martínez – vecina
- Ion Arcudeanu – vecinul
- Ion Rusu – dl Mihai
- Doni Leonid – bucătarul
- Paul Radu – Gabi
- Georgiana Stanciu – dispecera
- Ioana Chiriac – funcționara
- Mirela Ionascu – vânzătoarea ghișeu CFR
- Codrina Pătru – fata

## Premii
Filmul a primit trei nominalizări la Premiile Gopo 2018.
- Cea mai bună actriță într-un rol principal – Cristina Flutur
- Cea mai bună actriță într-un rol secundar – Rodica Lazăr
- Cele mai bune costume – Ana Ioneci